# 大麦屿街道
大麦屿街道是中华人民共和国浙江省玉环市下辖的一个街道办事处，前身为陈屿镇，陆域面积70.93平方公里，下辖6个社区、48个行政村。2017年统计，大麦屿街道共有户籍人口56,476人，另有登记在册的外来人口约4.1万。街道政府驻地在大麦屿社区兴港西路516号。境内有国家一类口岸大麦屿水运口岸。1994年，企业家苏增福、苏显泽注册成立苏泊尔，现已成为中国最大、世界第二大的炊具生产企业。

## 历史
1949年前陈屿镇全境属陈岙乡，1961年始设陈屿公社，1984年改为陈屿镇。1992年6月19日，大麦屿经济开发区管委会成立。1993年11月6日，大麦屿经济开发区获浙江省人民政府批准设立，陈屿镇与大麦屿经济开发区管委会合署办公。2000年6月，陈屿镇改为珠港镇陈屿办事处，隶属于珠港镇。2001年10月，鲜迭镇并入陈屿办事处。2008年12月，珠港镇陈屿办事处与大麦屿经济开发区剥离。2009年8月，珠港镇撤销，珠港镇陈屿办事处改为大麦屿街道，同时变动的行政区划还有玉城街道和坎门街道。这一名称得名于其政府驻地驻于境内大麦屿社区。

## 经济

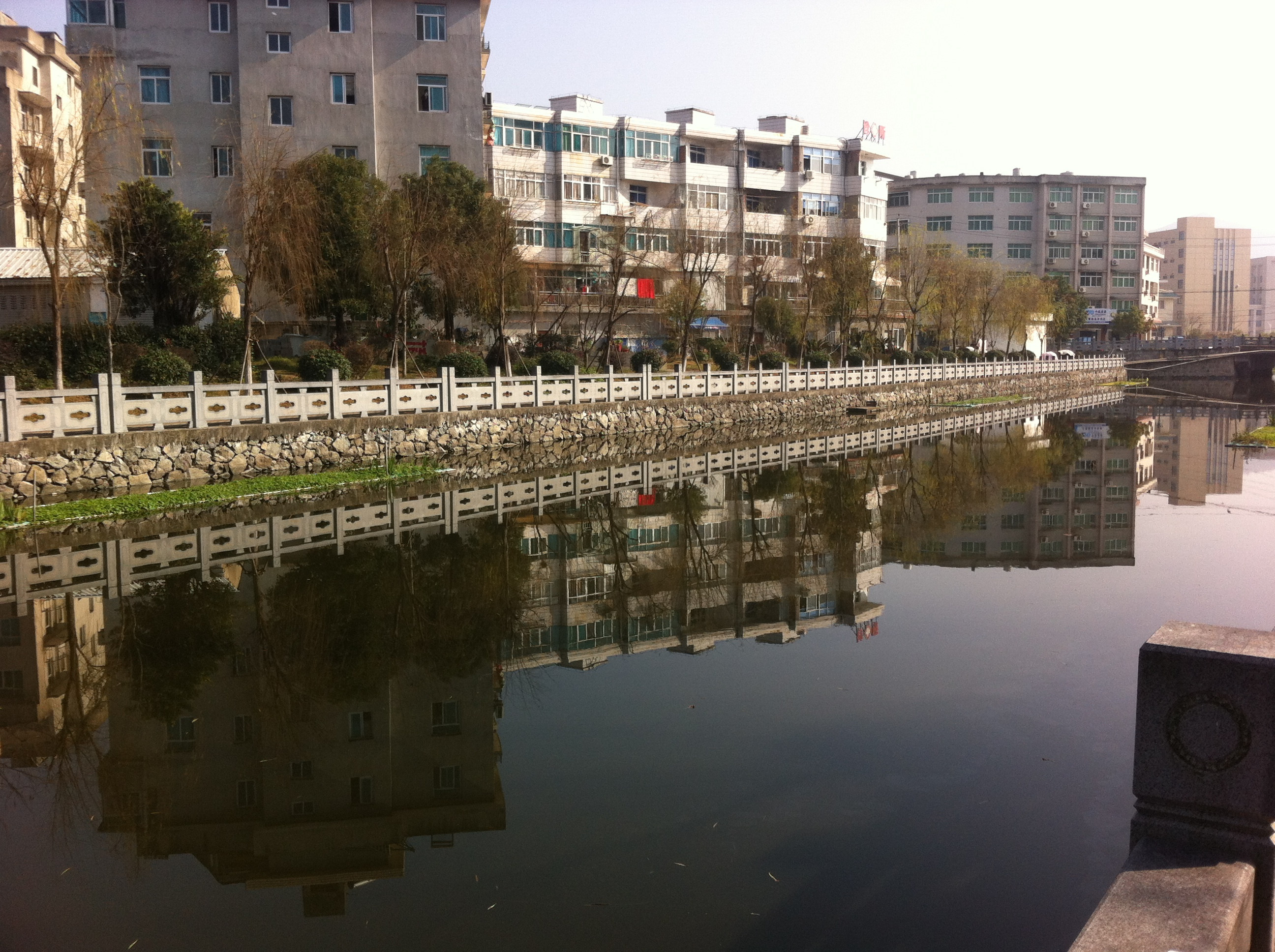
大麦屿街道辖区内的庆澜河。

目前，大麦屿已逐步形成以炊具、工业缝纫机、眼镜配件、水暖器材制造为支柱的经济。境内的苏泊尔和中捷缝纫机股份有限公司为玉环最早的两家上市企业。中国首座自行建设的百万千瓦超超临界燃煤机组电厂——华能玉环电厂亦位于大麦屿街道。2015年，街道完成工业总产值119.29亿元。
大麦屿街道境内有国家一类口岸——大麦屿水运口岸（大麦屿港）。2008年，大麦屿港从二类口岸升格为一类口岸，于2011年9月16日通过全部验收正式开放。

## 行政区划

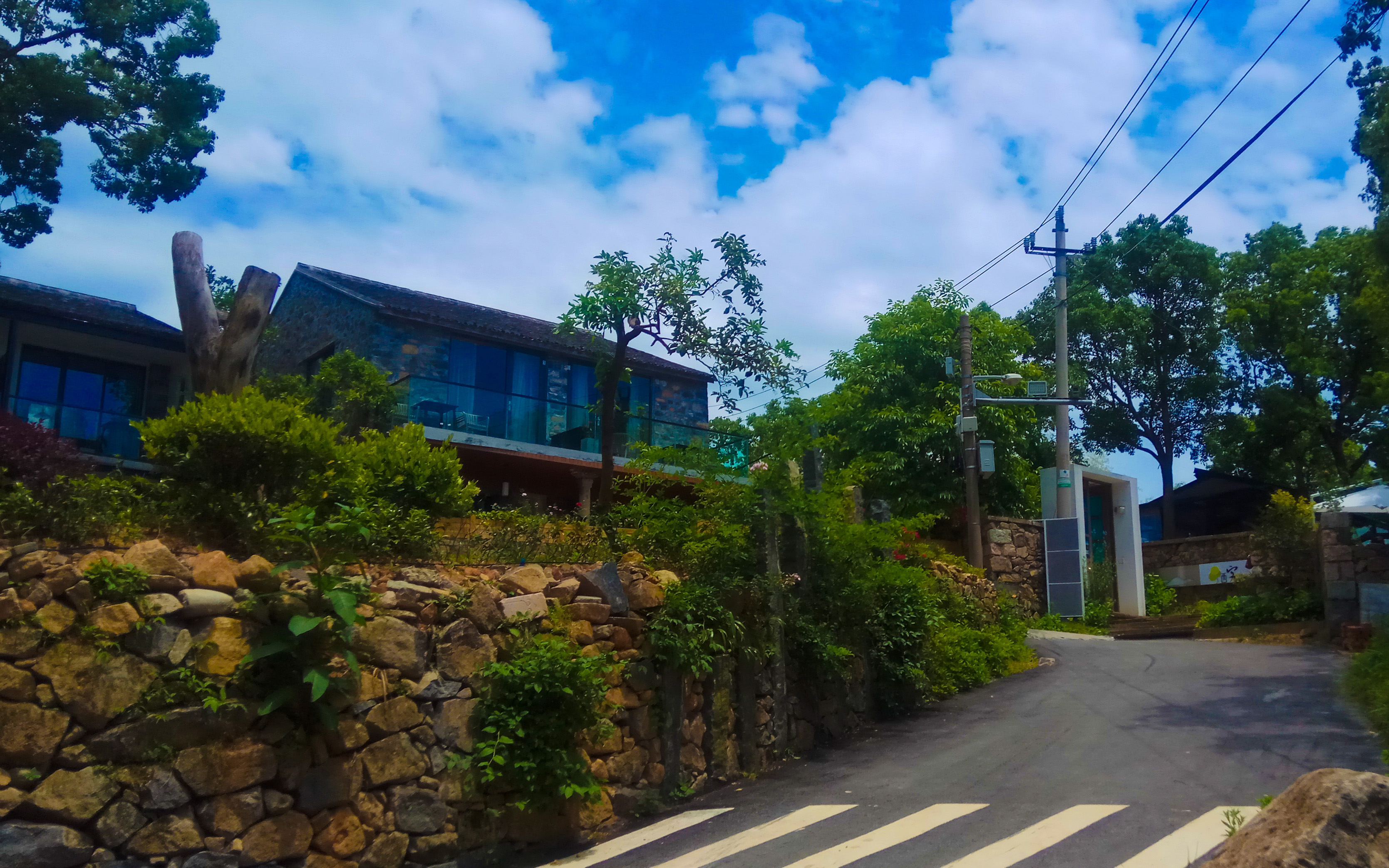
大麦屿石峰山上的一家民宿。

大麦屿街道共下辖以下地区，共7个社区、28个行政村：大麦屿社区、铁龙头社区、双峰社区、刘园社区、龙山社区、鲜叠社区、庆澜社区；新园村、岗仔头村、新塘村、小麦屿村、五一村、小古顺村、十五亩村、岙里村、古顺村、环海村、长山嘴村、里墩村、陡门头村、普南村、火叉口村、下青塘村、连屿村、杨家村、曾家村、外叶村、龙湾村、高升村、福山村、丰山村、福源村、丰城村、联丰村、峰阳村。